# Diaspora (Album)
Diaspora ist das vierte Studioalbum des deutschen Rap-Duos Celo & Abdi. Es erschien am 27. Oktober 2017 über das Label Azzlackz.

## Entstehung und Veröffentlichung
Celo & Abdi kündigten das Album im Juli 2017 erstmals an und nannten dabei auch den Veröffentlichungstermin. Am 11. August erschien mit Rillé die erste Singleauskopplung, wenige Tage später erschien zudem ein Musikvideo zum Song auf YouTube. Am 1. September erschien mit Rhythm n' Flouz die zweite Single, auf der die Rapper Olexesh und Nimo mit Gastparts vertreten sind. Die dritte und letzte Singleauskopplung erschien am 22. September mit dem namensgebenden Song Diaspora. Auf dem Lied thematisieren Celo & Abdi die Auswanderungsgeschichten ihrer Familien und schildern das Aufwachsen zwischen zwei Kulturen sowie ihr Verhältnis zu ihrer Heimat.
Das Album erschien schließlich am 27. Oktober 2017 auf digitalen Vertriebswegen sowie auf CD. Zudem erschien ein Boxset, in dem neben der Album-CD auch ein Rucksack, eine Instrumental-CD sowie die Bonus-EP Tandem mit sechs Tracks enthalten war. Des Weiteren befand sich im Boxset eine Remastered-Version des erstmals 2011 erschienenen, ersten Mixtapes von Celo & Abdi namens Mietwagentape.
Der Albumtitel bezieht sich auf den Begriff der Diaspora.

## Produktion
Im Gegensatz zum Vorgängeralbum Bonchance, das vollständig von m3 (Hamid Chizari) produziert wurde, waren an der Entstehung von Diaspora mehrere Produzenten beteiligt. Die Instrumentals stammen unter anderem den Produzenten X-plosive, Bazzazian und Nico Chiara. Für die Abmischung und das Mastering war Lex Barkey zuständig.

## Titelliste
| #  | Titel                                    | Produzenten  | Länge |
| -- | ---------------------------------------- | ------------ | ----- |
| 1  | Prolog                                   | SOTT         | 2:38  |
| 2  | Immer noch                               | m3           | 2:55  |
| 3  | Mondsichel (feat. Hanybal)               | Jimmy Torrio | 4:57  |
| 4  | Rillé                                    | X-plosive    | 3:19  |
| 5  | Schuhkarton                              | Oster        | 4:01  |
| 6  | Rhythm n' Flouz (feat. Olexesh & Nimo)   | Oster        | 4:07  |
| 7  | Was machst du                            | SOTT         | 3:35  |
| 8  | Diaspora (Interlude)                     | Celo & Abdi  | 2:09  |
| 9  | Diaspora                                 | X-plosive    | 4:19  |
| 10 | Erste Dynastie (feat. Capo)              | Bazzazian    | 4:21  |
| 11 | Bis sich alles dreht (feat. Capital Bra) | SOTT         | 3:47  |
| 12 | Kein Rückwärtsgang (feat. LX)            | Nico Chiara  | 3:59  |
| 13 | Medizinmann                              | Oster        | 3:21  |
| 14 | Freigang                                 | X-plosive    | 2:41  |
| 15 | Laid Back (feat. Nimo)                   | SOTT, DTP    | 4:20  |
| 16 | Epilog                                   | Nico Chiara  | 3:42  |

Tandem-EP
| # | Titel                                           | Produzenten          | Länge |
| - | ----------------------------------------------- | -------------------- | ----- |
| 1 | Medal of Nador                                  | Zeeko, Veteran, SOTT | 2:38  |
| 2 | Shimano XTR (feat. Hanybal & Olexesh)           | SOTT                 | 2:55  |
| 3 | Kopf ist Salat                                  | Oster                | 4:57  |
| 4 | Aroma der Großstadt (feat. Azzi Memo & Soufian) | SOTT                 | 3:19  |
| 5 | Gestört                                         | Oster                | 4:01  |
| 6 | Firewall                                        | Oster                | 4:07  |

## Rezeption
Dominik Lippe vom Online-Magazin Laut.de bewertete das Album mit vier von fünf Sternen. Diaspora stelle ein Album dar, „das zwar nur eine geringe Weiterentwicklung des Duos offenbart, sich aber dennoch auf einem konstant hohen Niveau bewegt“. Der namensgebende Track Diaspora wird dabei positiv herausgestellt.
Im Hip-Hop-Magazin Juice wurde das Album im Rahmen der Rubrik „Battle of the Ear“ von zwei Redakteuren rezensiert. Während Till Arndt dem Album viereinhalb von sechs möglichen Kronen gab, bewertete Daniel Welsch es mit drei Kronen. Till Arndt lobte die „authentisch und bildhaft vorgetragenen Geschichten“ des „inhaltlich beeindruckend konsequenten“ Albums, auch die zeitgemäßen Instrumentals stellte er positiv heraus. Laut Daniel Welsch machen Celo & Abdi mit Diaspora zwar „nicht viel falsch“, bewegen sich jedoch in einer Komfortzone und wiederholen lediglich die „Erfolgsformel der Vorgängeralben“.
Steffen Uphoff von MZEE äußerte sich positiv zum Album und schrieb: „Celo & Abdi hangeln sich spielerisch durch verschiedenste Themen und zeigen deutlich, wie viele Facetten das Subgenre Straßenrap zu bieten hat. Besonders punkten können sie mit häufigen Wechseln von Rhythmus, Flow und Klangbild, wodurch Diaspora keine Langeweile zulässt.“

## Chartplatzierungen
Diaspora stieg in der Chartwoche des 3. November 2017 auf Position elf in die deutschen Albumcharts ein und konnte sich insgesamt zwei Wochen in den Top 100 halten. Zudem belegte das Album in derselben Woche den ersten Platz in den deutschen Hip-Hop-Charts. In Österreich schaffte es das Album auf Platz 54 und in der Schweiz auf Platz 30 der Charts.
| ChartsChartplatzierungen | Höchstplatzierung | Wochen |
| ------------------------ | ----------------- | ------ |
| Deutschland (GfK)        | 11 (2 Wo.)        | 2      |
| Österreich (Ö3)          | 54 (1 Wo.)        | 1      |
| Schweiz (IFPI)           | 30 (1 Wo.)        | 1      |

Die Singleauskopplung Rhythm n’ Flouz, die in Zusammenarbeit mit Olexesh und Nimo entstand, konnte sich neun Wochen lang in den deutschen Singlecharts platzieren. 2023 wurde der Song mit einer Goldenen Schallplatte für über 200.000 verkaufte Einheiten ausgezeichnet.